# سفارة زامبيا في الولايات المتحدة
سفارة زامبيا في الولايات المتحدة هي أرفع تمثيل دبلوماسي لدولة زامبيا لدى الولايات المتحدة. تقع السفارة في واشنطن العاصمة وهي تهدف لتعزيز المصالح الزامبية في الولايات المتحدة.

## وصلات خارجية
- الموقع الرسمي
- قائمة سفارات زامبيا
- قائمة السفارات في الولايات المتحدة